# Championnats du monde d'Ironman 70.3 2006
Navigation
Édition suivante
Les championnats du monde d'Ironman 70.3 2006 se déroule le 11 novembre 2006 à Clearwater en Floride. Ils sont organisés par la World Triathlon Corporation

## Résultats du championnat du monde

### Hommes
| Pos.    | Temps           | Nom               | Pays             | Détail temps | Détail temps | Détail temps    | Détail temps | Détail temps    |
| Pos.    | Temps           | Nom               | Pays             | Natation     | T1           | Cyclisme        | T2           | Course à pied   |
| ------- | --------------- | ----------------- | ---------------- | ------------ | ------------ | --------------- | ------------ | --------------- |
|         | 3 h 45 min 37 s | Craig Alexander   | Australie        | 24 min 08 s  | 1 min 39 s   | 2 h 05 min 35 s | 1 min 33 s   | 1 h 12 min 43 s |
|         | 3 h 47 min 25 s | Simon Lessing     | Royaume-Uni      | 24 min 05 s  | 1 min 50 s   | 2 h 05 min 27 s | 1 min 55 s   | 1 h 14 min 11 s |
|         | 3 h 49 min 17 s | Richie Cunningham | Australie        | 24 min 02 s  | 1 min 44 s   | 2 h 05 min 39 s | 1 min 34 s   | 1 h 16 min 20 s |
| 4       | 3 h 49 min 42 s | Christopher Legh  | États-Unis       | 26 min 06 s  | 1 min 42 s   | 2 h 06 min 05 s | 1 min 43 s   | 1 h 14 min 07 s |
| 5       | 3 h 51 min 24 s | Michael Simpson   | Canada           | 25 min 56 s  | 2 min 01 s   | 2 h 06 min 03 s | 1 min 50 s   | 1 h 15 min 35 s |
| 6       | 3 h 53 min 03 s | Terenzo Bozzone   | Nouvelle-Zélande | 23 min 58 s  | 1 min 51 s   | 2 h 05 min 28 s | 1 min 40 s   | 1 h 20 min 08 s |
| 7       | 3 h 56 min 16 s | James Cotter      | États-Unis       | 26 min 03 s  | 1 min 56 s   | 2 h 08 min 57 s | 1 min 50 s   | 1 h 17 min 33 s |
| 8       | 3 h 57 min 41 s | Chris Lieto       | États-Unis       | 26 min 08 s  | 2 min 12 s   | 2 h 02 min 10 s | 2 min 18 s   | 1 h 24 min 55 s |
| 9       | 3 h 57 min 50 s | Brian Lavelle     | États-Unis       | 24 min 09 s  | 1 min 55 s   | 2 h 05 min 22 s | 2 min 00 s   | 1 h 24 min 26 s |
| 10      | 3 h 58 min 39 s | Timothy Marr      | États-Unis       | 24 min 06 s  | 2 min 09 s   | 2 h 10 min 17 s | 1 min 49 s   | 1 h 20 min 22 s |
| Source: |                 |                   |                  |              |              |                 |              |                 |

### Femmes
| Pos.    | Temps           | Nom                | Pays        | Détail temps | Détail temps | Détail temps    | Détail temps | Détail temps    |
| Pos.    | Temps           | Nom                | Pays        | Natation     | T1           | Cyclisme        | T2           | Course à pied   |
| ------- | --------------- | ------------------ | ----------- | ------------ | ------------ | --------------- | ------------ | --------------- |
|         | 4 h 12 min 58 s | Samantha McGlone   | Canada      | 27 min 29 s  | 1 min 47 s   | 2 h 21 min 33 s | 1 min 48 s   | 1 h 20 min 22 s |
|         | 4 h 14 min 30 s | Lisa Bentley       | Canada      | 27 min 49 s  | 2 min 08 s   | 2 h 21 min 04 s | 1 min 58 s   | 1 h 21 min 33 s |
|         | 4 h 16 min 44 s | Mirinda Carfrae    | Australie   | 27 min 33 s  | 2 min 15 s   | 2 h 21 min 11 s | 1 min 47 s   | 1 h 23 min 59 s |
| 4       | 4 h 18 min 47 s | Leanda Cave        | Royaume-Uni | 25 min 13 s  | 2 min 00 s   | 2 h 23 min 47 s | 2 min 02 s   | 1 h 25 min 46 s |
| 5       | 4 h 19 min 50 s | Yvonne van Vlerken | Pays-Bas    | 28 min 18 s  | 2 min 40 s   | 2 h 19 min 44 s | 1 min 27 s   | 1 h 27 min 17 s |
| 6       | 4 h 19 min 51 s | Lotte Branigan     | États-Unis  | 27 min 37 s  | 2 min 10 s   | 2 h 16 min 57 s | 1 min 54 s   | 1 h 31 min 14 s |
| 7       | 4 h 21 min 14 s | Cassie McWilliam   | États-Unis  | 28 min 51 s  | 2 min 44 s   | 2 h 21 min 29 s | 2 min 20 s   | 1 h 25 min 50 s |
| 8       | 4 h 21 min 17 s | Nina Eggert        | Allemagne   | 27 min 26 s  | 2 min 28 s   | 2 h 21 min 10 s | 2 min 06 s   | 1 h 28 min 08 s |
| 9       | 4 h 21 min 58 s | Monika Lehmann     | Suisse      | 28 min 18 s  | 2 min 29 s   | 2 h 20 min 14 s | 2 min 02 s   | 1 h 28 min 55 s |
| 10      | 4 h 24 min 14 s | Sara Megan Quinty  | États-Unis  | 26 min 45 s  | 2 min 46 s   | 2 h 15 min 16 s | 2 min 24 s   | 1 h 37 min 04 s |
| Source: |                 |                    |             |              |              |                 |              |                 |